# Castle Communications
Castle Communications foi uma gravadora britânica, subsidiária de uma das maiores gravadores independentes do Reino Unido, a Sanctuary Records. O label Castel Records publicou álbuns de artistas como Helloween e Black Sabbath.
Em junho de 2007 a Sanctuary Records foi adquirida pelo Universal Music Group que pertence ao grupo Vivendi. Mas agora a Sanctuary pertence à BMG Rights Management desde 2013.